# Xenomusa
Xenomusa là một chi bướm đêm thuộc họ Geometridae.